# Trent's Last Case (1929)
Trent's Last Case (bra Quem É o Culpado? ou O Último Caso de Trent) é um filme mudo norte-americano de 1929 dirigido por Howard Hawks.